# Condrina
La condrina es una α-iminoácido con esqueleto de tiomorfolina presente en varias especies de alga. Fue aislada por primera vez por Kuriyama,  Takagi y Murata en 1960 a partir del alga roja Chondria crassicaulis.  Posteriormente Tominaga y Oka la aislaron del alga parda Undaria pinnatifida. También ha sido reportada en el alga verde Enteromorpha linza y el alga parda Zonaria sinclairii.

## Estructura cristalina
La configuración del átomo de carbono que porta el grupo carboxilo es L, como el de los aminoácidos proteínicos y los datos de 1H-RMN sugiere una conformación de silla con el grupo carboxilo ecuatorial. La condrina es el homólogo más bajo de la cicloaliina.
Sus cristales son ortorrómbicos. Su grupo espacial es P212121. Las dimensiones de la celda son: a=9.694(2)Å b= 7.640 Å c= 9.249 Å; λ(Cu Kα) = 1.5418 Å;  Z = 4; F(000) = 344; Dm = 1.58 g/cm ; Dc = 1.57 g/cm; tiene 658 reflexiones independientes.
Carson, Däbritz Madgwick y Shiraiwa han reportado métodos de síntesis. 
La λmaxUV(H2O)= 210-208sh nm y 190 nm. Su rotación óptica es [α]26D = +19< ( c, 1.0 en H2O)